# 高橋明日香 (陸上選手)
高橋 明日香（たかはし あすか、2000年6月21日 - ）は、日本の陸上競技選手。専門は中距離走、長距離走。

## 経歴
茨城県出身。茨城キリスト教学園高等学校を卒業後、日本郵便に入社し、日本郵政グループ女子陸上部に所属していた。正月の全国女子駅伝では高校時代から茨城県代表に連続して選ばれている。
日本郵政グループ陸上部では、鈴木亜由子（名古屋大出身）、関根花観（豊川高出身）、鍋島莉奈（鹿屋体育大出身）というオリンピックや世界選手権代表、高卒同期の廣中璃梨佳、大西ひかり、菅田雅香らとチームメートとして練習し自己ベストを更新し、2019年には実業団対抗女子駅伝に出場して優勝メンバーとなった。
2022年12月31日に引退した。

## 主な記録
| 年     | 大会                 | 種目           | 順位     | 備考                 |
| ------ | -------------------- | -------------- | -------- | -------------------- |
| 2018年 | 全国女子駅伝         | 4区            | 区間26位 | 茨城県32位           |
| 2019年 | 全国女子駅伝         | 6区            | 区間21位 | 茨城県22位           |
|        | 全日本実業団陸上     | ジュニア3000m  | 15位     |                      |
|        | 実業団対抗女子駅伝   | 6区            | 区間17位 | 日本郵政グループ優勝 |
| 2020年 | 全国女子駅伝         | 2区            | 区間18位 | 茨城県32位           |
|        | 全日本実業団陸上     | ジュニア3000m  | 18位     |                      |
| 2021年 | 実業団ハーフマラソン | ハーフマラソン | 70位     |                      |